# Ожегин, Николай Афанасьевич
Николай Афанасьевич Ожегин (род. 4 мая 1971, Кокчетав) — российский дзюдоист, чемпион и призёр чемпионатов России, чемпион мира, участник Олимпийских игр 1996 года в Атланте, заслуженный мастер спорта России по дзюдо (1994), мастер спорта России по самбо (2003). Живёт в Тюмени.

## Биография
Николай Афанасьевич Ожегин родился 4 мая 1971 года в городе Кокчетаве Кокчетавской области Казахской ССР, ныне город Кокшетау — административный центр городской администрации Кокшетау и Акмолинской области Республики Казахстан.
Выступал в суперлёгкой весовой категории (до 60 кг). 
Дзюдо начал заниматься в школьной секции в городе Кургане в 1981 году. Его тренерами были Александр Григорьевич Гусев и Василий Александрович Прядеин. Свой первый спортивный трофей — диплом за II место на первенстве Кургана среди школьников получил в 11 лет. Двукратный победитель всесоюзных юношеских игр. Неоднократный победитель первенства СССР среди юношей и молодёжи.
В 1993 переехал в город Урай Ханты-Мансийского автономного округа, где тренироваться у С. А. Кабанова и Н. В. Харламова. В 1994 году на Играх доброй воли в Санкт-Петербурге завоевал «бронзу».
Представлял клуб ЦСКА (Тюмень). Член сборной России 1993—1998 годов.
В июле 1996 года на XXVI летних Олимпийских играх в Атланте Ожегин победил тунисца Макрема Айеда, но проиграл японцу Тадахиро Номура. В утешительной серии Ожегин победил гондурасца Леонадро Каркамо, алжирца Амара Мериджу и британца Найджела Донахью, но проиграл немцу Рихарду Траутману и занял в итоге 5-е место.
В 1996 году стал чемпионом мира по дзюдо среди полицейских в г. Солт-Лейк-Сити, США.
В 1998 году переехал в город Тюмень. Тренер юношеской и юниорской сборных команд России с 1999 по 2003 год.
В 2000 году окончил Тюменский юридический институт МВД России. Офицер МВД.
В 2000 году завершил спортивную карьеру в дзюдо. Стал заниматься самбо у Николая Хохлова. 
Живёт в Тюмени. Является директором спортивно-оздоровительного центра «Энерго» (Тюмень).
27 мая 2020 года зарегистрирован как индивидуальный предприниматель.

## Выступления на чемпионатах страны
- Чемпионат России по дзюдо 1992 года — ;
- Чемпионат России по дзюдо 1993 года — ;
- Чемпионат России по дзюдо 1994 года — ;
- Чемпионат России по дзюдо 1999 года — ;
- Чемпионат России по дзюдо 2002 года — ;

## Награды и звания
- Медаль ордена «За заслуги перед Отечеством» II степени, 12 октября 2022 года — за вклад в развитие физической культуры и популяризацию отечественного спорта[5]
- Заслуженный мастер спорта России по дзюдо, 1994 год
- Мастер спорта СССР международного класса по дзюдо, 1990 год
- Мастер спорта СССР по дзюдо, 1987 год
- Мастер спорта России по самбо, 2003 год
- 7-й дан по дзюдо[6]